# (35883) 1999 JH78
1999 JH78 (asteroide 35883) é um asteroide da cintura principal. Possui uma excentricidade de 0.15948240 e uma inclinação de 5.53810º.
Este asteroide foi descoberto no dia 13 de maio de 1999 por LINEAR em Socorro.